# Santa Casa da Misericórdia de Castelo Branco

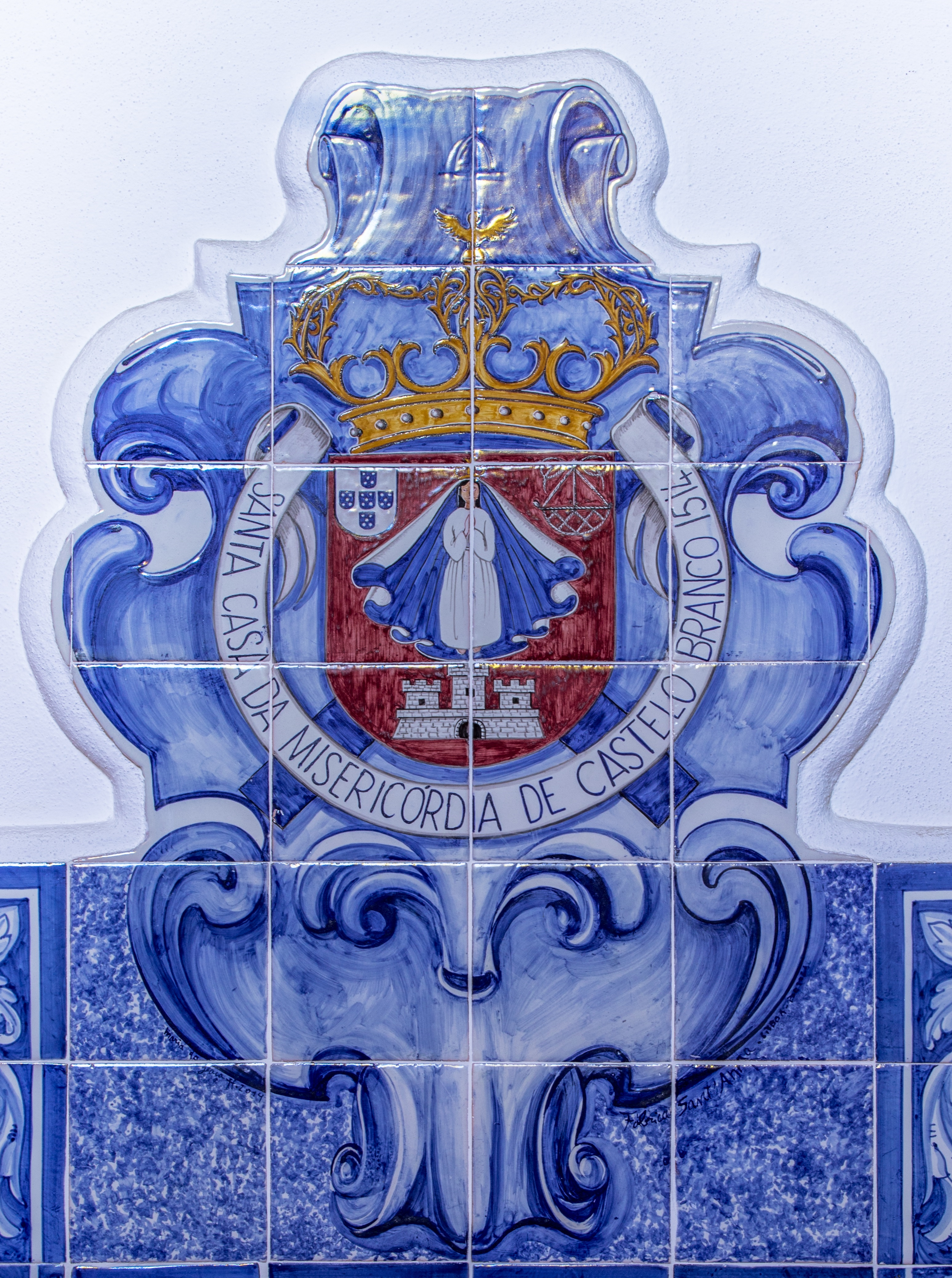
ex-libris da Santa Casa da Misericórdia de Castelo Branco

A Irmandade da Santa Casa da Misericórdia de Castelo Branco, também abreviadamente denominada por Santa Casa (de Castelo Branco) ou simplesmente Misericórdia (de Castelo Branco), é uma associação de fiéis com personalidade jurídica canónica. Foi fundada por D. Manuel I no início do século XVI, no contexto da instituição de Misericórdias por todo o país. É sócia fundadora da União das Misericórdias Portuguesas.
A Santa Casa da Misericórdia de Castelo Branco tem, também, reconhecida a sua personalidade jurídica civil com estatuto de Instituição Particular de Solidariedade Social pelo que é considerada uma entidade de Economia Social, nos termos da respectiva Lei de Bases, e tem natureza de Pessoa Colectiva. O seu fim é a prática das Catorze Obras de Misericórdia, tanto corporais como espirituais, visando o serviço e apoio, com solidariedade, a todos os que precisam, bem como a realização de atos de culto católico, de harmonia com o seu espírito tradicional, informado pelos princípios do humanismo e da doutrina e moral cristãs.

## História[5]

### Antecedentes
Quando se instituiu a Misericórdia de Castelo Branco, havia na vila, desde há muito, a tradição de caridade organizada. Conhece-se a existência de um morgado (bens de família doados por testamento a um administrador, pelo serviço de mandar cantar responsos, dizer missas ou repartir esmolas pela alma do doador. O morgado não tinha fins exclusivamente religiosos) conhecido como Confraria de Santa Eulália, instituído em finais do séc XIV por Martins Esteves, cujos estatutos obrigavam o morgado a manter, com os rendimentos da confraria, um hospital em Castelo Branco. Porém, na impossibilidade de cumprir as determinações do instituidor, os sucessores de Martins Esteves fizeram, em 1431, uma petição a D. João I para lhes permitir aumentar os bens do citado morgado, pois apenas podiam ir cumprindo as restantes disposições e, assim, o referido hospital continuaria a ser apenas uma intenção inicial. Segundo Rosa Viterbo «Nas terras do norte não era fácil achar um mosteiro que não tivesse junto a si uma casa destinada a um fim de tanta misericórdia e compaixão. Não foi assim na Península Ibérica que, oprimida com o pesado jugo da ocupação sarracena, só depois nos ofereceu uma multidão destas albergarias. Estas albergarias, que muitas vezes não passavam de insignificantes hospícios e que na maior parte se mantinham graças às esmolas dos fiéis, normalmente começaram por ser encargos, pensões ou apêndices de morgados instituídos com o legado de alguém»  e o certo é que os administradores da Confraria de Santa Eulália custearam uma albergaria - a Albergaria de Santa Eulália - situada na rua dos Ferreiros entre a Porta da Vila e o Postiguinho de Valadares e que dispunha de 4 camas e uma cozinha. Facultava aos peregrinos de Santiago de Compostela, Guadalupe e outros locais de romagem, roupa, água, luz e sal, durante 3 dias. Ajudava ainda os doentes e desamparados que a procuravam.

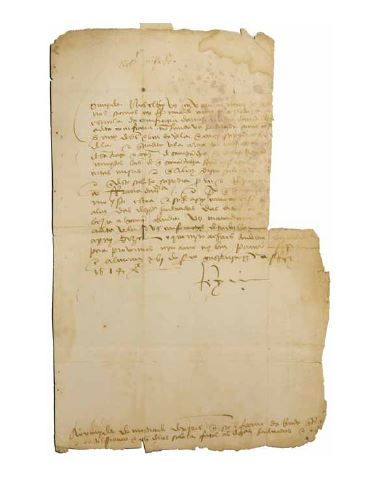
Carta de D. Manuel I, de 16 de Fevereiro de 1514

Na vila havia ainda, não se sabe desde quando, 3 outras confrarias, ou irmandades seculares (não religiosas) de caridade, sem qualquer compromisso – S. André, S. Tiago e S. João – dispondo cada uma de poucos recursos, mas que ainda assim mantinham um pequeno hospital.

### Século XVI
Numa carta que D. Manuel I escreveu ao Mestre da Ordem de Cristo, o Rei mostrava que nutria uma especial vontade que a Misericórdia de Castelo Branco fosse uma realidade, intenção que acabou por conseguir, a ele se devendo a sua existência. Numa outra carta abordou o mesmo assunto e essas duas cartas são uma prova evidente que a Misericórdia de Castelo Branco estava no seu pensamento e não tardaria a ser fundada.
A primeira carta, datada de 16 de Fevereiro de 1514 escreve:
Ouvidor (…) Nós El-Rey somos informados como pela pobreza e pouca esmola da confraria da Misericórdia de Castelo Branco, que a dita confraria não anda ordenada como cumpre ao serviço de Deus e bem da vila e assim se perde a devoção dela e que na dita vila há três confrarias: de S. André, S. Tiago e S. João, que têm mais bens e com os quais mantêm um Hospital, dizem certas missas e, além disso, sobeja-lhes renda com a qual se podia prover e reparar a dita confraria da Misericórdia (…) e se é assim como nos dizem e se além das despesas sobeja alguma renda, vos ordenamos que ides à dita vila e nos informes de tudo bem declarando para provermos como bem parecer.
Desconhece-se a razão por que D. Manuel I não referiu a existência da Confraria de Santa Eulália. Além das três confrarias mencionadas pelo Rei, passou também a ser administrada pela Misericórdia de Castelo Branco uma quarta - S. Pedro (na opinião do Dr. Castro e Silva já existia em 1514, mas na opinião do Dr. Lopes Dias só posteriormente foi fundada). De acordo com os desejos do Rei, foram os bens destas quatro confrarias - S. André, S. Tiago, S. João e S. Pedro - que constituíram o reduzido rendimento com que a Misericórdia de Castelo Branco contou no seu início. Seis meses após a carta e sem que a Misericórdia se organizasse convenientemente, tempo certamente para obter as informações pedidas, D. Manuel I insistiu com uma segunda carta, escrita em 10 de Agosto de 1514, que era no fundo um pedido aos habitantes de Castelo Branco para que o ajudassem a formar a nova irmandade (a Misericórdia bem ordenada, ou com compromisso, nas palavras do Rei), que, então, se tornou uma realidade.
As duas cartas elucidam-nos que a Misericórdia de Castelo Branco (a Misericórdia não ordenada, ou sem compromisso, nas palavras do Rei) fora fundada no início do século XVI, em local e data que se ignoram, embora o Dr. Castro e Silva, baseando-se em documentos antigos, seja da opinião que a Instituição se instalou na rua da Misericórdia e a primeira carta de D. Manuel I sugira que se fundou antes de 1514: Nós somos informados como pela pobreza e pouca esmola da confraria da Misericórdia de Castelo Branco, que a dita confraria não andava ordenada como cumpria (...) sobejando-lhes [às confrarias mencionadas] renda com que se podia prover e reparar a dita confraria da Misericórdia.
A incerteza trouxe a necessidade de se convencionar uma data para a fundação da Santa Casa da Misericórdia de Castelo Branco e a Mesa Administrativa, em 14 de Novembro de 1987, fez uma proposta à Assembleia Geral que aprovou, por maioria, a data de 16 de Fevereiro de 1514 para tal, data do mais antigo documento conhecido que lhe faz referência.
A Misericórdia de Castelo Branco teria começado muito pobre e, além do pouco que as confrarias que D. Manuel I lhe mandara juntar puderam aportar, também elas sem grandes recursos, viveria praticamente de esmolas. A segunda carta de D Manuel I refere que a Misericórdia devia viver da caridade do povo e da ajuda da igreja, ignorando-se se os irmãos pagavam alguma quantia quando se inscreviam na irmandade ou se contribuíam periodicamente com algum valor. As dádivas eram sempre muito irrisórias face às necessidades. Manuel I, depois de a organizar e prover, concedeu à Misericórdia de Castelo Branco diversos privilégios, o que demonstra bem a atenção que esta lhe merecia. Outros monarcas depois de D. Manuel I dirigiram, igualmente, a sua atenção para a Misericórdia: as medidas por eles tomadas para regularizar a sua administração e os benefícios com que a favoreceram demonstram o desvelo que lhes dispensavam e a importância que ela ia adquirindo com o decorrer do tempo.

### Século XVII

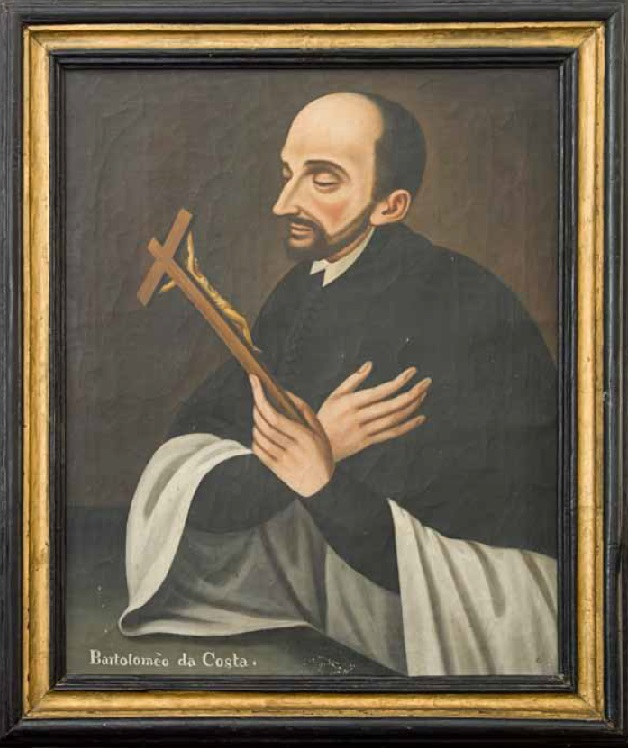
Bartolomeu da Costa, cónego e Tesoureiro-mor da Sé de Lisboa

Durante quase um século a Misericórdia foi cumprindo a sua missão com grande dificuldade e só teve possibilidade de iniciar um trabalho abrangente quando recebeu o legado de Bartolomeu da Costa, que, por testamento de 30 de Abril de 1605, exprimiu o desejo que dos rendimentos fosse ordenada a compra de uma casa ou casas para que nela convalescessem os doentes da Misericórdia. Acresce que Bartolomeu da Costa já havia instituído um hospital na sua própria casa (que depois ficou conhecida por casa do Tesoureiro Santo), na rua d'Ega. As fontes históricas indiciam que a sua vontade testamentária terá sido interpretada de modo a que o novo hospital para convalescerem os doentes da Misericórdia – e que mais tarde se denominou por Hospital dos Convalescentes – fosse instituído com  base no pequeno hospital que Bartolomeu da Costa havia instituído na sua casa. Criou-se, então, a situação paradoxal de a Instituição ter sob sua administração dois hospitais: um (o hospital da Misericórdia) a viver com dificuldades e um outro (o Hospital dos Convalescentes) com mais possibilidades.
A casa deixada por Bartolomeu da Costa não se adequava ao fim para que fora destinada e logo em 1620 a Mesa Administrativa pensou em remodelá-la para melhor acomodar os doentes. Reduzida a auto esta intenção, em vez disso, por Alvará Régio de D. Filipe II, o Hospital dos Convalescentes foi autorizado a mudar do lugar onde estava para outro mais apropriado.
Eu El Rey faço saber aos que este alvará virem que o dito hospital se pode mudar donde hóra estaa pera onde elles supplicantes teem assentado. E outro sy hey per bem de lhes fazer mercê por esmola que as pessoas que o Corregedor e Juiz de fóra da ditta villa em seus juizos fizerem e cõdemnarem nas pessoas que ante elles se livrarem ou trouxerem causas as appliquem para as obras do dito hospital por tempo de 5 annos, as quaes penas farão pagar com brevidade, sem duvida nem ebarrgo algum visto a necessidade que d'isso há (…).

### Século XVIII
Apesar de pretenderem cumprir o alvará, as sucessivas Mesas Administrativas não o lograram imediatamente, pois as dificuldades económicas eram muitas; as verbas que D. Filipe II destinara para as novas instalações revelaram-se insuficientes e o hospital foi envelhecendo, a necessitar sempre de avultadas reparações, num esforço que se prolongou atá 1740. Quando finalmente as obras foram concluídas, as instalações passaram a albergar os dois hospitais. Um documento investigado pelo Dr. Castro e Silva permitiu-lhe concluir que no princípio do século XIX a Misericórdia se localizava na rua da Misericórdia o que significa que, segundo o investigador, a Santa Casa da Misericórdia esteve sempre instalada desde sua fundação na rua que ainda hoje é conhecida pelo nome de Misericórdia Velha.
Após a morte de Bartolomeu da Costa, a Misericórdia entrou numa grande polémica que se arrastou no tempo: o facto de haver necessidade de manter duas contabilidades numa mesma instituição criava problemas e começou mesmo a haver dificuldades com os tesoureiros, que não queriam cometer ilegalidades. A resolução do problema trazia questões jurídicas pois passava por analisar o testamento de Bartolomeu da Costa. O Provedor D. Martinho Afonso de Mello, Bispo da Guarda, no escrupuloso cumprimento de uma cláusula do testamento do benfeitor reuniu a Mesa Administrativa da irmandade, à qual juntou o Prior do Convento da Graça e alguns letrados ilustres e, em 1681, determinou que os rendimentos sobrantes do Hospital dos Convalescentes fossem aplicados no Hospital da Misericórdia. Por outras palavras podemos dizer que nessa data os bens legados por Bartolomeu da Costa se confundiram com os bens da Misericórdia e a partir de então cessaram as dificuldades iniciais da Santa Casa da Misericórdia de Castelo Branco.
(...) e sendo caso que em algum tempo se mova alguma dúvida sobre este meu testamento, e cousas n'elle determinadas, quero e ordeno que o Provedor e Irmãos da Misericórdia da dita villa de Castelo Branco, com o Prior do Mosteiro de N. S. da Graça, com os letrados, e pessoas que lhe parecer, sem mais ordem ou figura do juízo, determinem as tais cousas e dúvidas de qualquer qualidade e condição que sejam, e por sua determinação se cumpram, e para isso lhes dou todo o meu cumprido poder.

### Século XIX

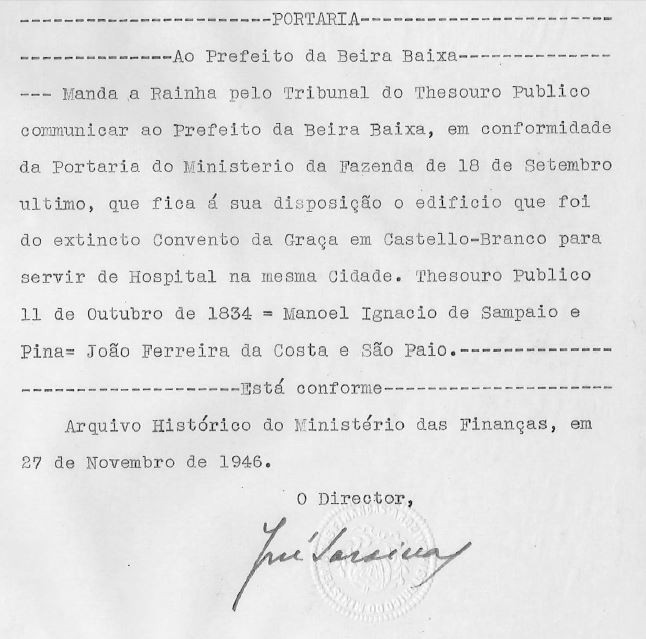
Portaria autorizando a Santa Casa da Misericórdia de Castelo Branco a instalar-se no Convento da Graça

Com a extinção das Ordens Religiosas, em Maio de 1834, ficaram devolutos o Convento de S. António (que pertencia aos Franciscanos) e o Convento da Graça (que pertencia aos Agostinianos). Pouco tempo depois, a Mesa Administrativa de então requereu a permutação das suas instalações, na rua da Misericórdia, pelo Convento de S. António e ainda em 1834 a Misericórdia - o hospital da cidade – foi autorizada instalar-se  no Convento da Graça. Em 1835, a Santa Casa viu o seu requerimento indeferido por recomendação do Tribunal do Tesouro Público, visto ter o Convento da Graça à disposição e o Convento de Santo António estar ocupado pelo Regimento de Caçadores nº 12, e instalou-se definitivamente no Convento da Graça. Por insistência da Mesa Administrativa, conseguiu-se que passassem para a Misericórdia também os terrenos e as casas adjacentes ao convento.

### Século XX[20]
Até 1974 a actividade da Misericórdia de Castelo Branco confinava-se apenas ao Hospital. Nessa data, quando a responsabilidade pela prestação dos serviços de saúde em Castelo Branco transitou para o Estado, a Misericórdia alterou a sua missão e passou a dedicar-se às crianças, jovens, idosos e famílias, o que fez surgir problemas novos e novas necessidades. O velho Convento da Graça precisou de ser remodelado, ampliado e iniciou-se a criação de novas valências.
O modesto edifício do antigo Hospital da Misericórdia, que desde 1835 funcionava no Convento da Graça e já não estava nas melhores condições, era desadequado para as funções que, no futuro, iriam ser as da Misericórdia. Havia pois que fazer obras da mais variada índole, transformar as velhíssimas enfermarias em residências e contratar novos recursos humanos, ou seja, havia que recomeçar tudo de novo numa estrutura que primeiro tinha sido convento e depois hospital.
Os utentes passaram a ser os idosos que se acolhem no seu seio, as pessoas que serve o seu Serviço de Apoio Domiciliário, as crianças cujos pais confiam na qualidade dos seus Centros Infantis, as pessoas em recuperação física no seu Centro de Medicina de Reabilitação e, ultimamente, com a abertura da sua Unidade de Cuidados Continuados Integrados, os doentes em convalescência.

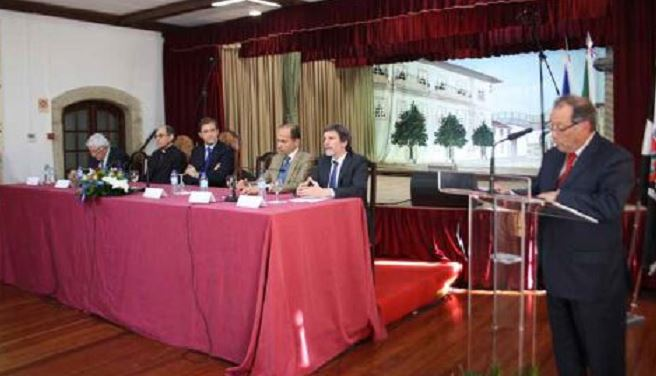
Sessão Solene presidida pelo Dr. Passos Coelho

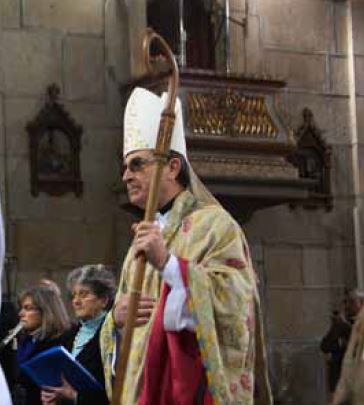
Eucaristia de aniversário presidida por D. Antonino Dias

A tarefa não era fácil mas foi-se concretizando progressivamente. Acresce que esta transição coincidiu com as turbulências e indefinições decorrentes da Revolução de 25 de Abril de 1974, que em muito dificultaram o trabalho dos provedores, a estabilização e a modernização da Santa Casa.

## A Santa Casa na actualidade
Em 40 anos a Santa Casa tornou-se numa Instituição moderna. Em 2014, quando a Santa Casa comemorou 500 anos ao serviço de quem mais precisa, oferecia já os seus serviços aos idosos, crianças e doentes em recuperação, repartidos por várias instalações: a Sede, o Centro Social Dr. Adriano Godinho, o Centro de Medicina de Reabilitação, o Centro Comunitário João Carlos Abrunhosa, o Lar Santo António e a Unidade de Cuidados Continuados Integrados.
A acção Santa Casa da Misericórdia de Castelo Branco faz-se sentir principalmente junto das pessoas mais desfavorecidas. Além da área social, tem também uma importante acção nas áreas da Saúde, Educação e Cultura.

## O V Centenário
Em 2014, a Santa Casa da Misericórdia de Castelo Branco comemorou o seu V Centenário. As Comemorações tiveram início com a inauguração do monumento a Bartolomeu da Costa e terminaram com a reabertura ao culto, após avultadas obras, da Igreja da Graça. Tiveram o seu ponto alto no dia 14 de Fevereiro com a Eucaristia, presidida por D. Antonino e onde foi apresentada a Bênção Papal, e a Sessão Solene.
Bartolomeu da Costa fundou um Hospital mas, pelo impulso que o seu legado deu ao Hospital da Misericórdia após quase um século de fracos recursos embora de nobilíssimos propósitos, também merece considerar-se o fundador da Santa Casa— José Lopes Dias.

## A Santa Casa em imagens

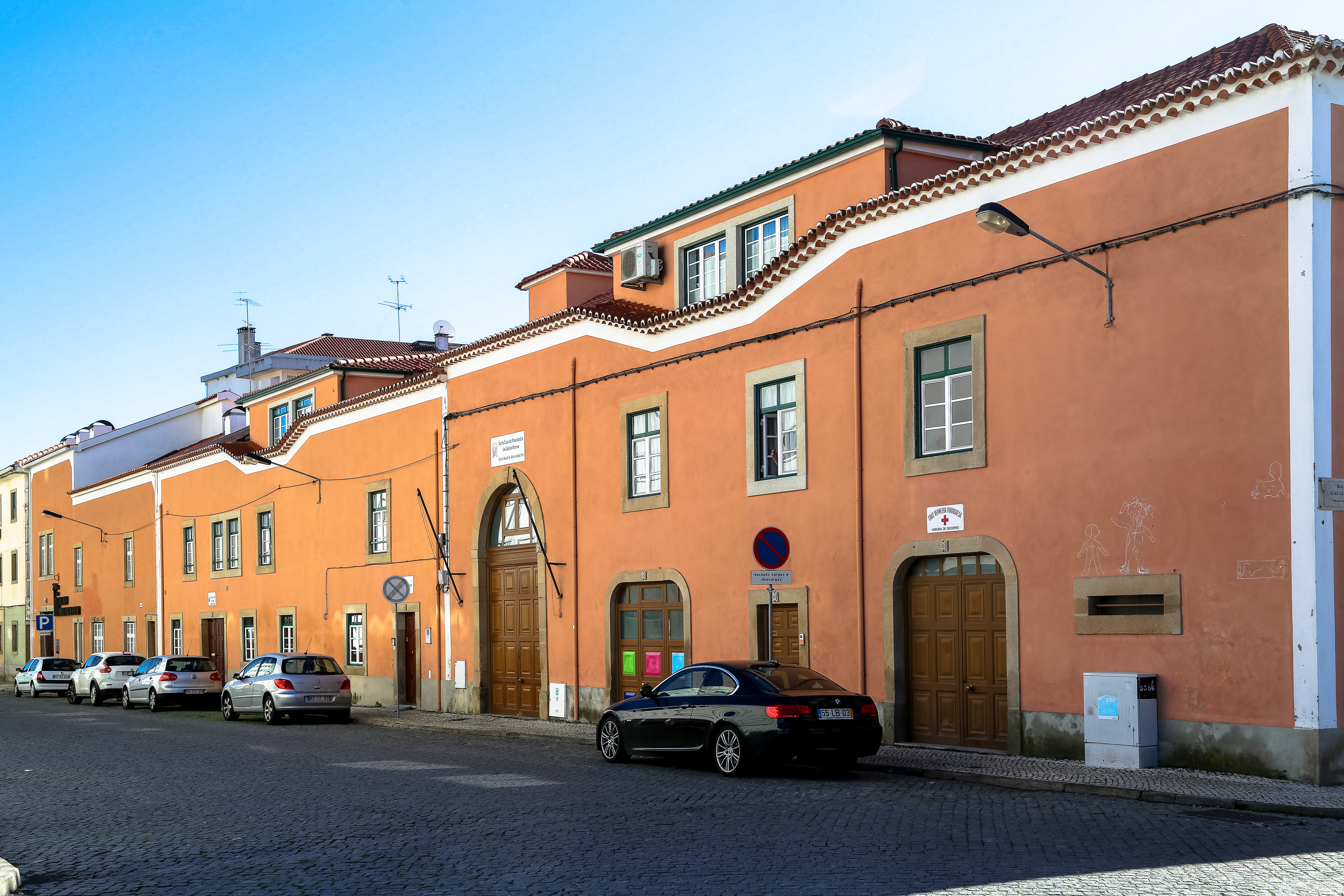
Ct. Social Dr. Adriano Godinho
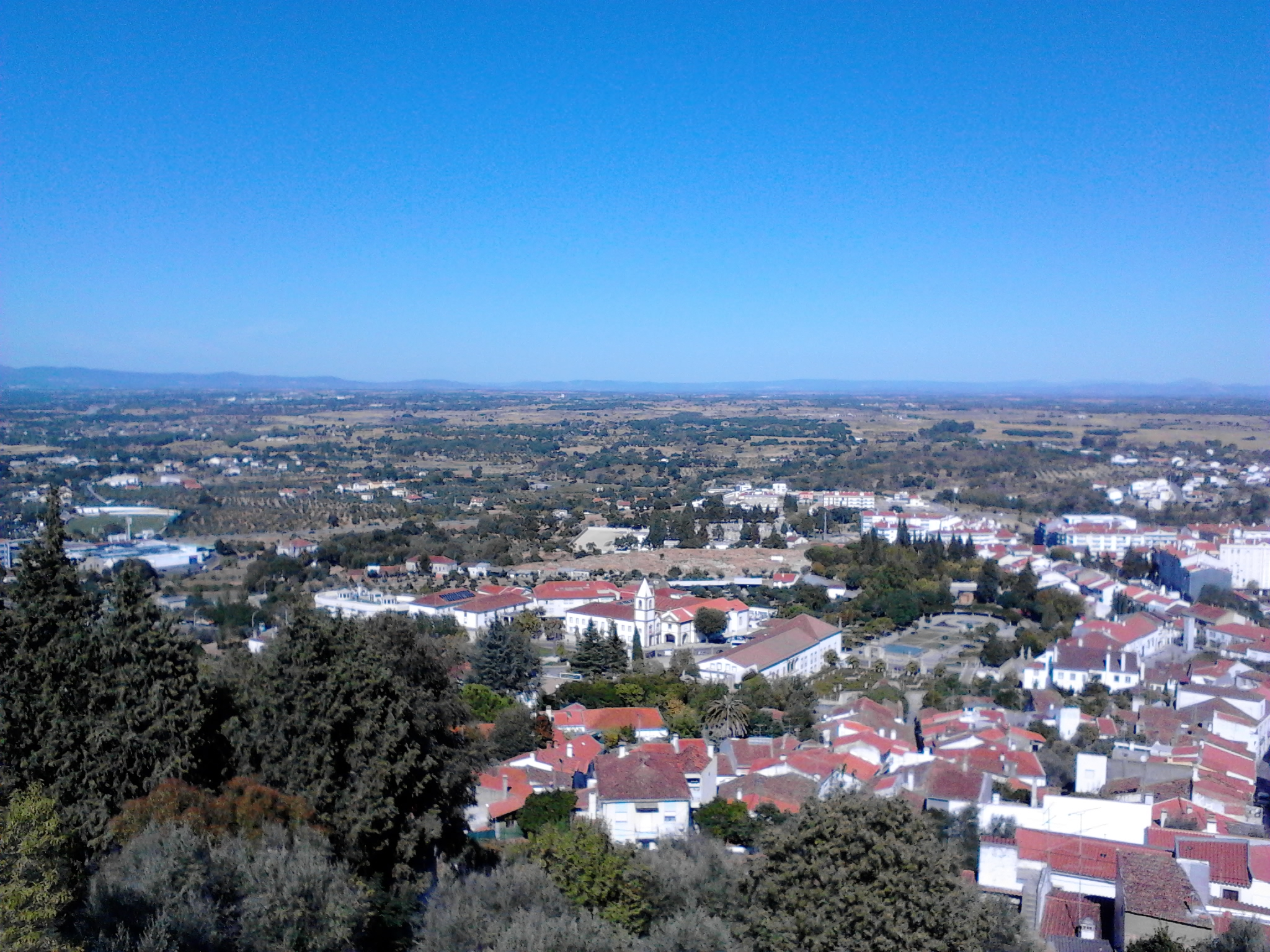
Vista do Convento da Graça
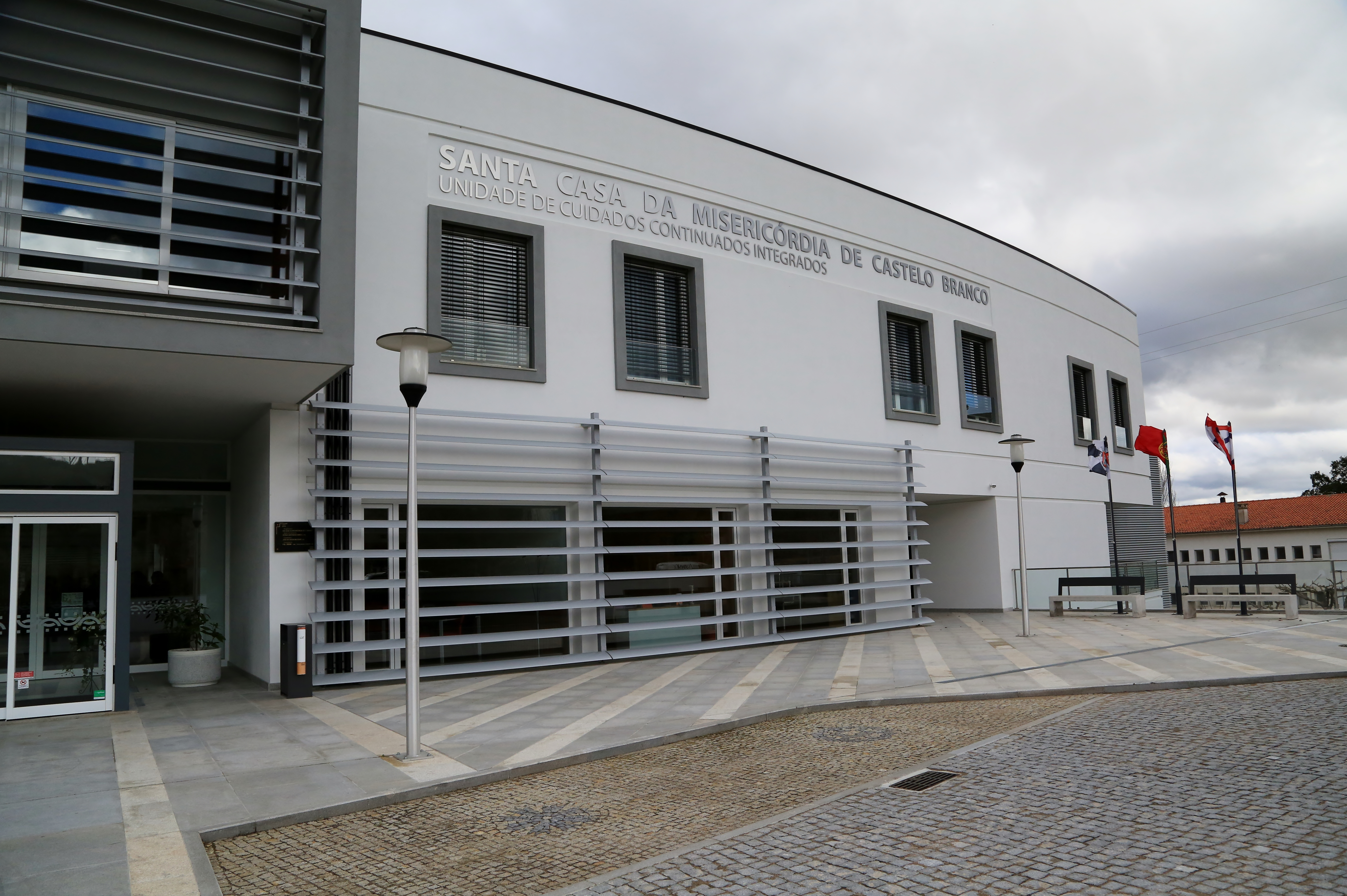
Unidade de Cuidados Continuados
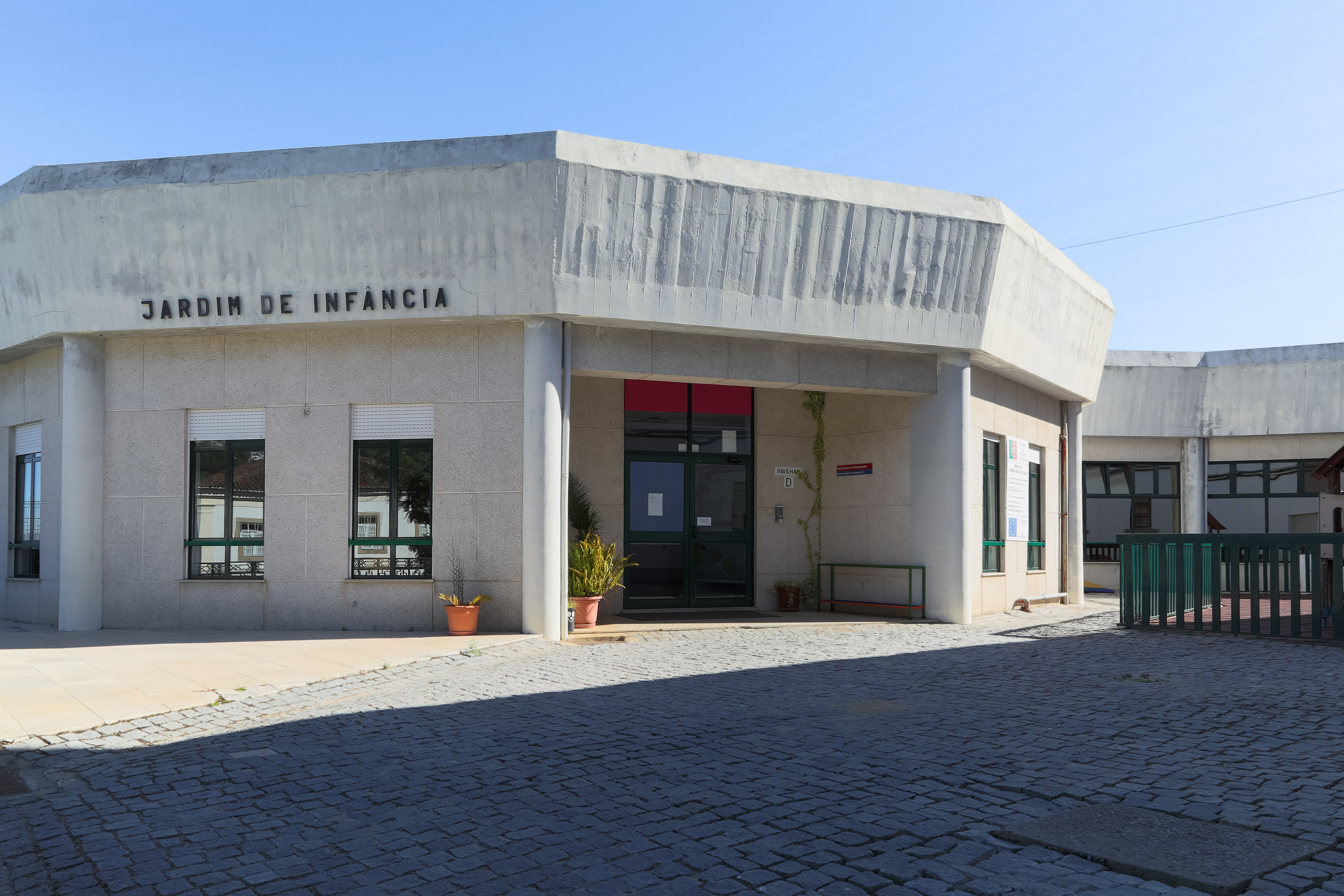
Centro infantil
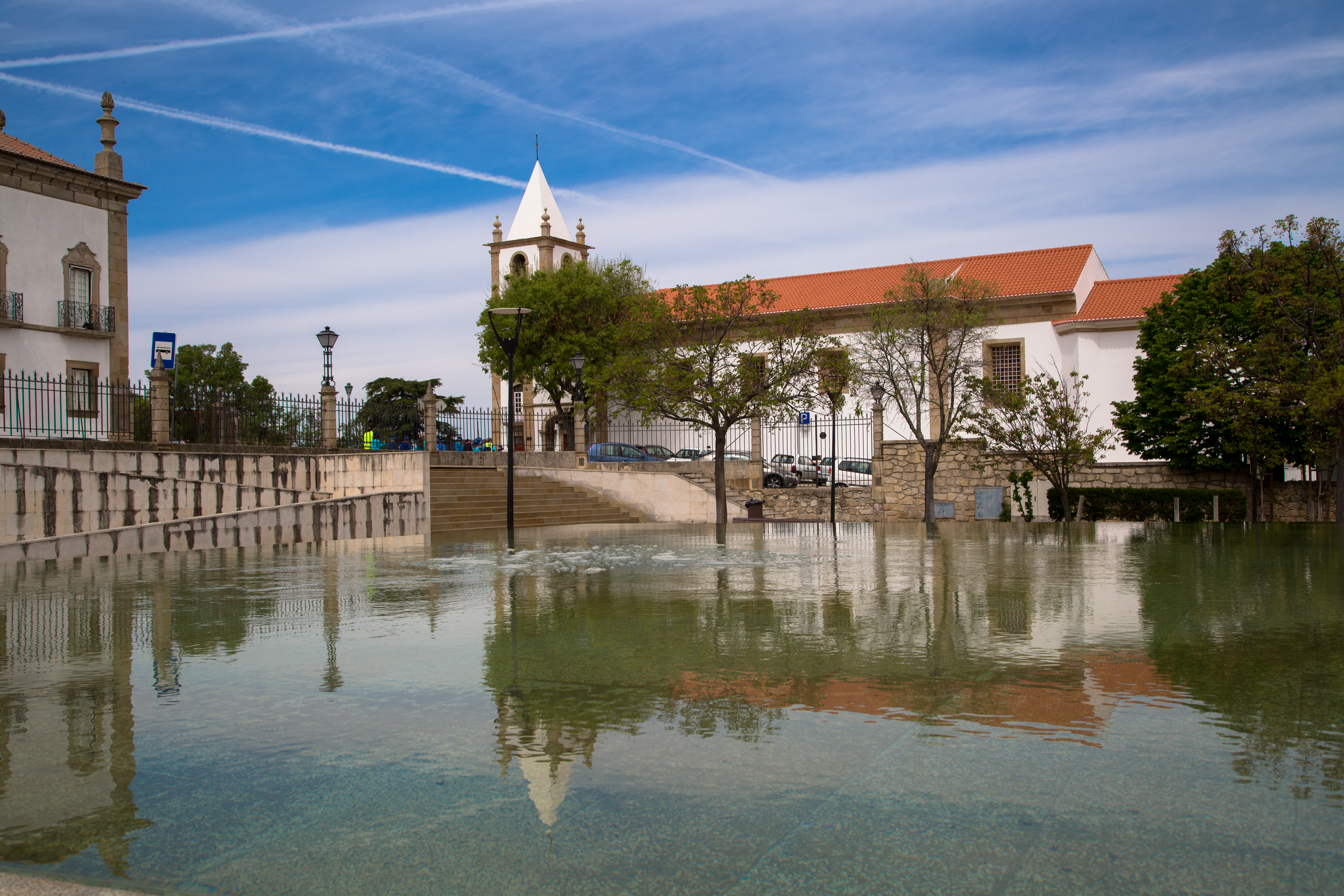
Convento da Graça
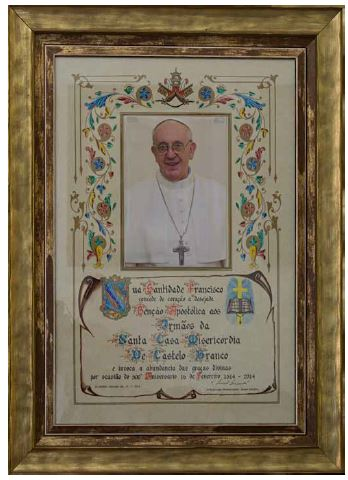
Bênção Papal
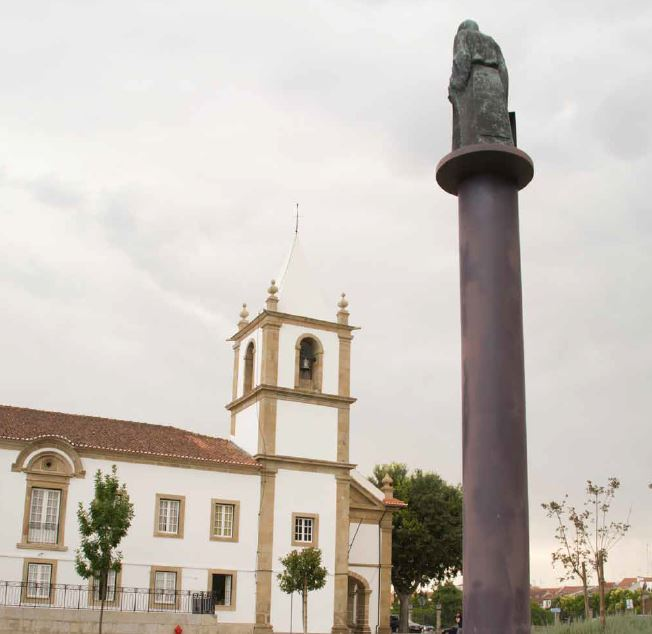
Monumento a Bartolomeu da Costa
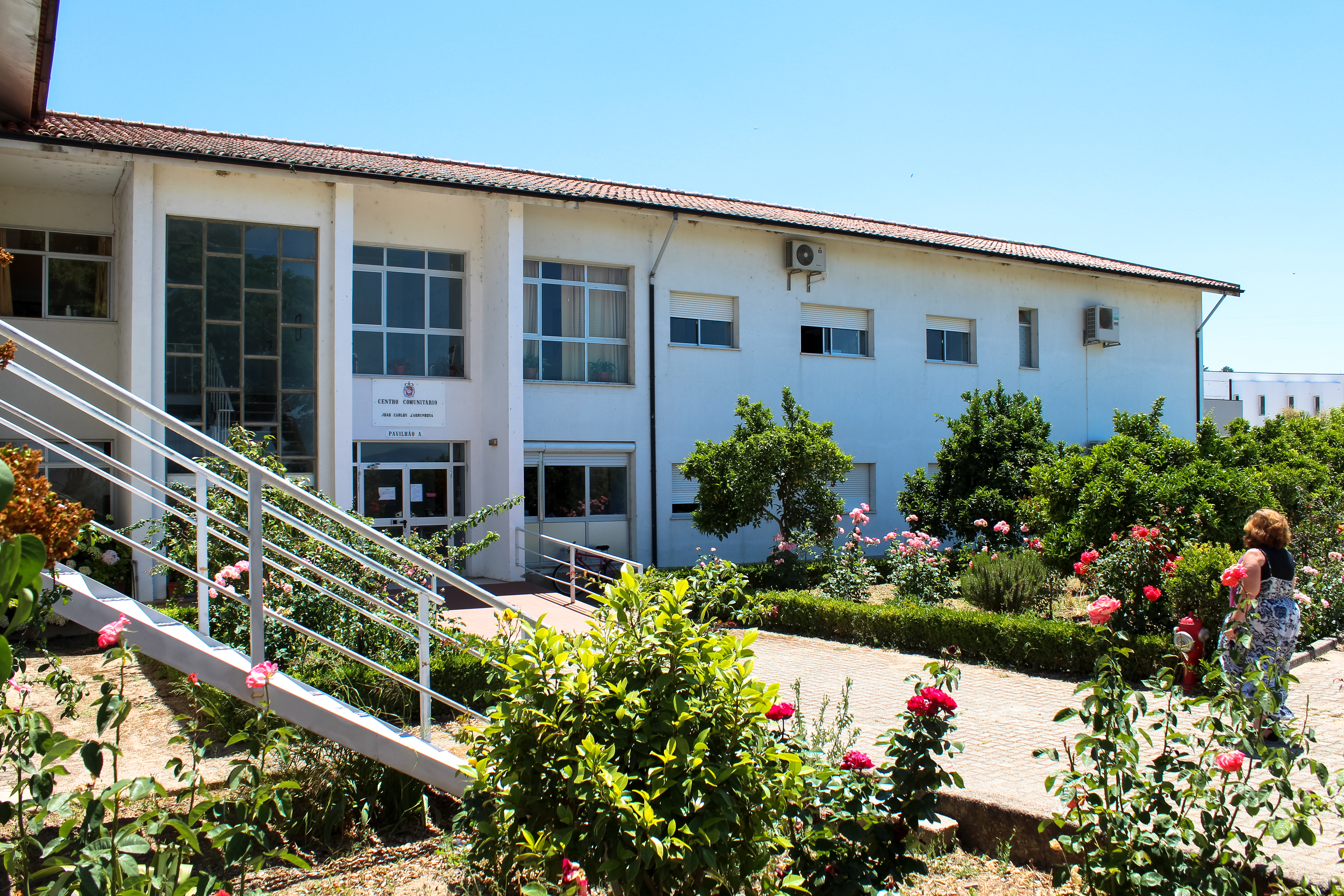
Ct. Comunitário João Carlos Abrunhosa
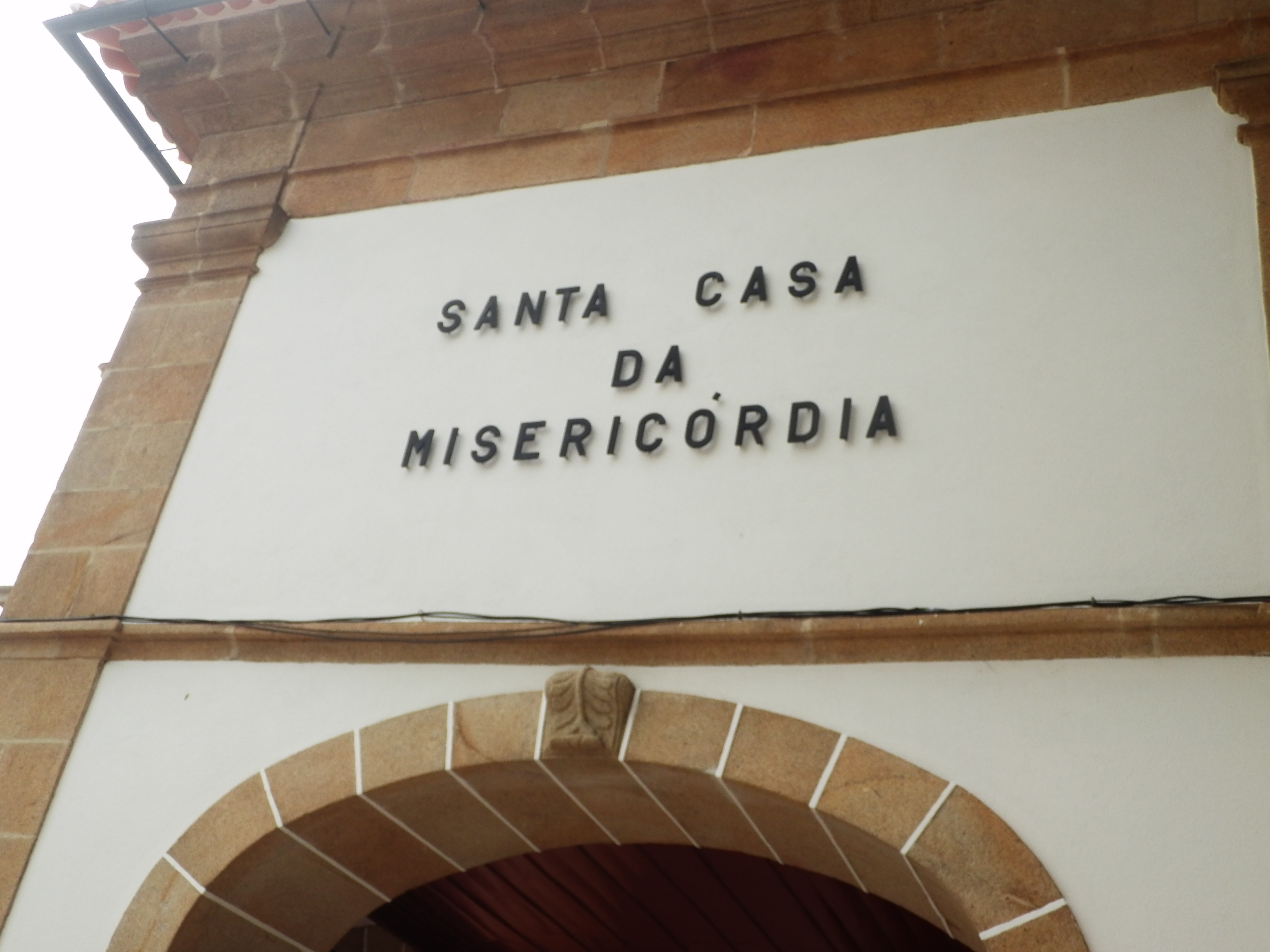
Entrada principal
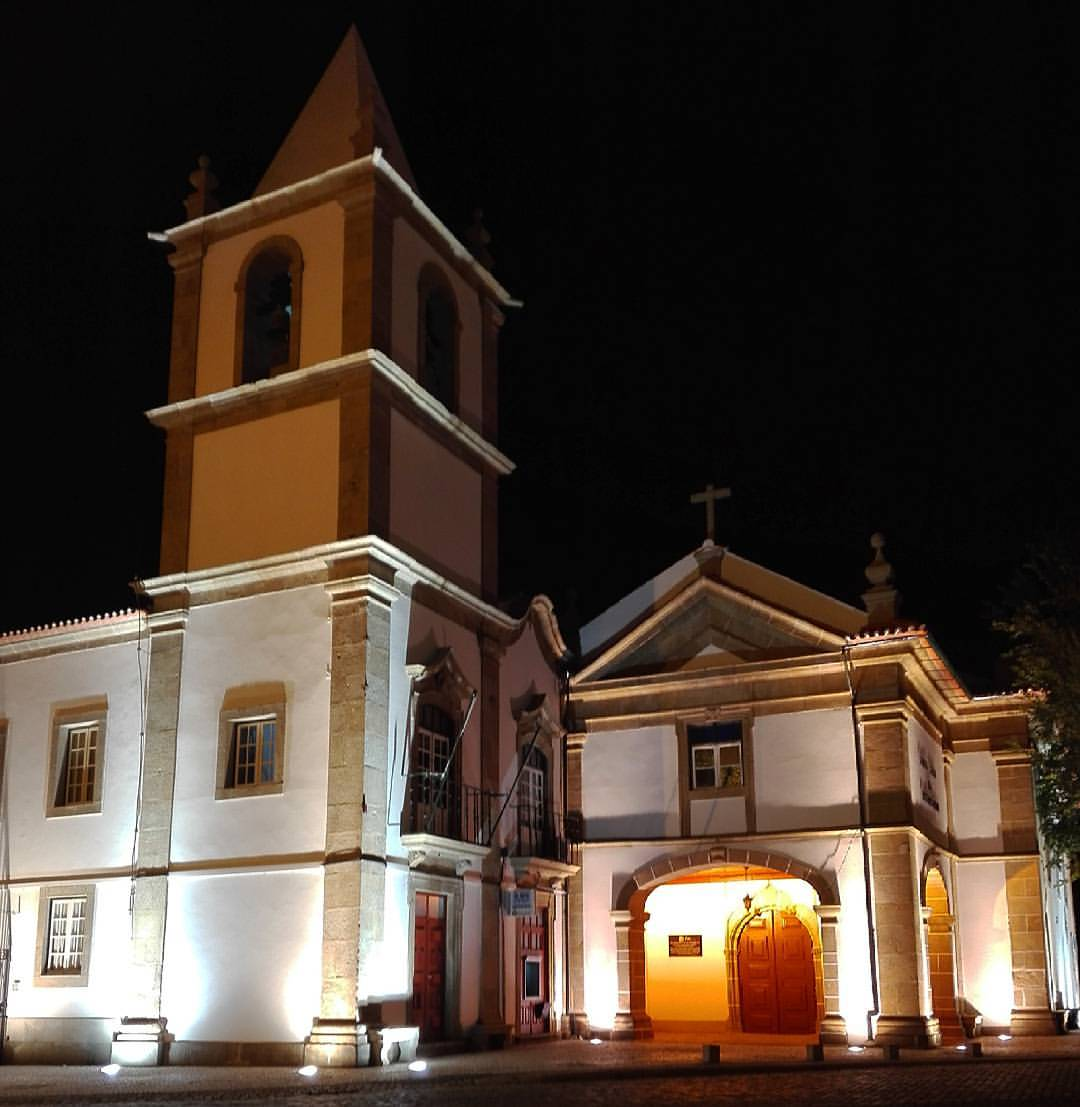
Convento da Graça
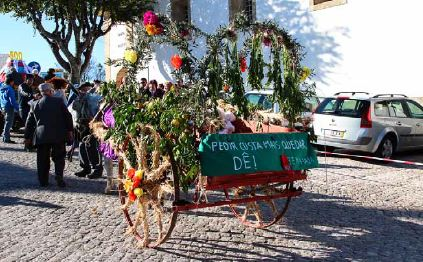
Cortejo revivalista
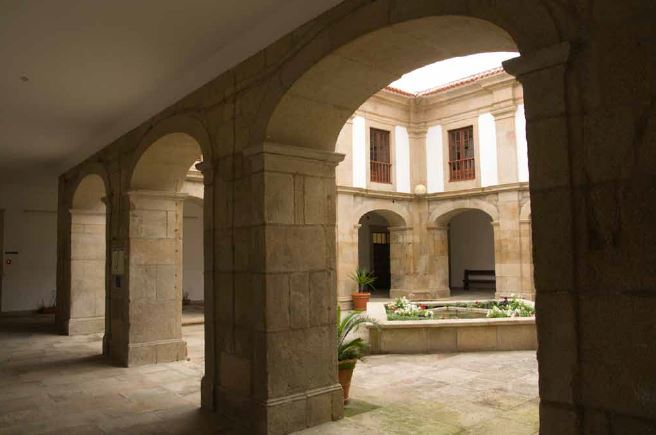
Claustro do Convento da Graça
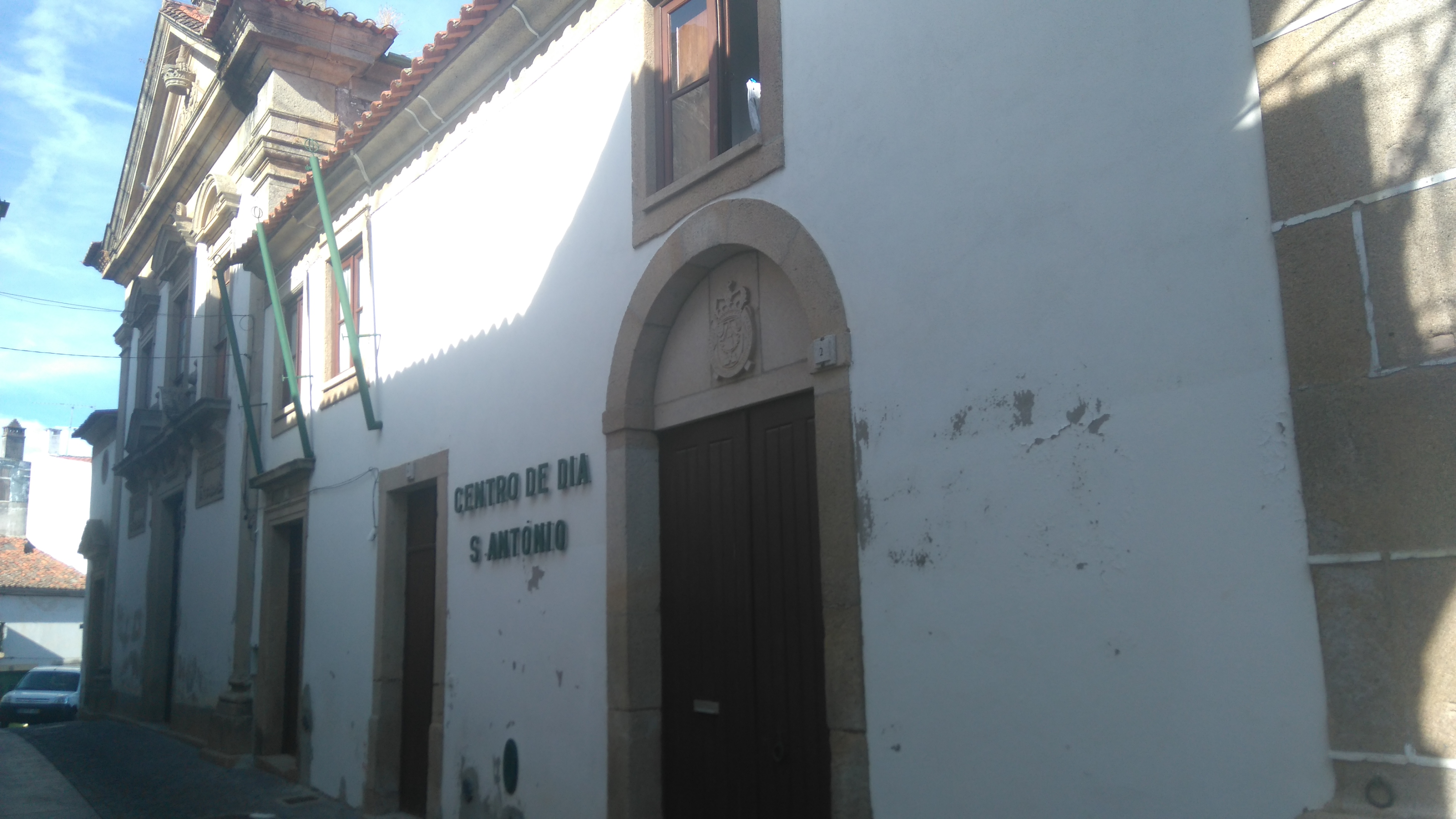
Lar de Santo António
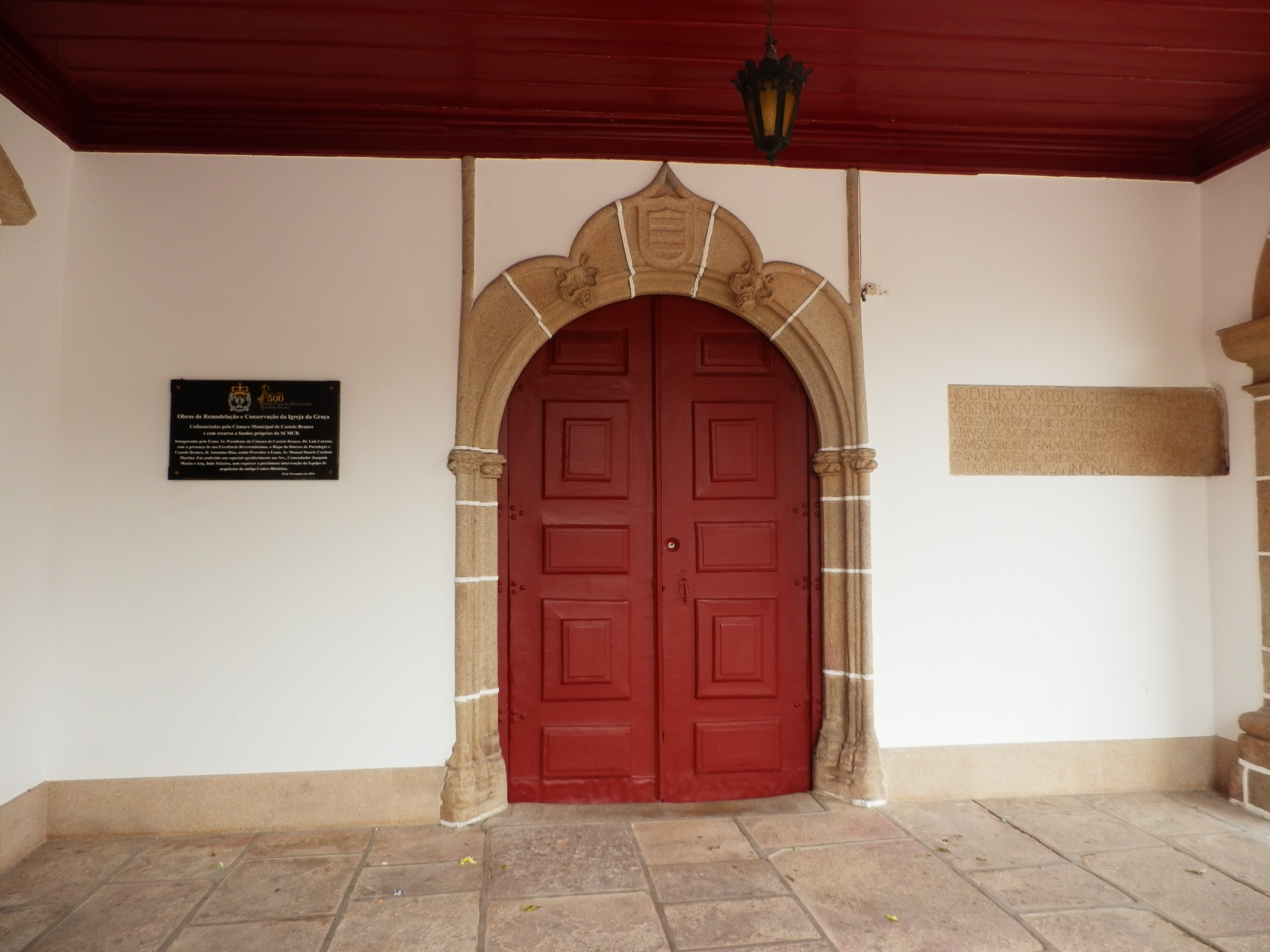
Entrada da Igreja da Graça